# Risröd
Risröd este o arie protejată (arie specială de conservare — SAC, sit de importanță comunitară — SCI) din Suedia întinsă pe o suprafață de 61,2 ha, integral pe uscat.

## Localizare
Centrul sitului Risröd este situat la coordonatele 60°53′27″N 15°13′00″E / 60.8908°N 15.2168°E.

## Înființare
Situl Risröd a fost declarat sit de importanță comunitară în aprilie 2004 pentru a proteja 1 specie de plante. Situl a fost protejat și ca arie specială de conservare în martie 2011.

## Biodiversitate
Situată în ecoregiunea boreală, aria protejată conține 1 habitat natural: Păduri fino-scandinave bogate în ierburi cu Picea abies.
La baza desemnării sitului se află o specie protejată de  plante: papucul doamnei (Cypripedium calceolus).